# أتيلا فيكيتي
أتيلا فيكيتي (مواليد 24 يناير 1974) هو مبارز بالسيف مجري، مثّل بلاده في الألعاب الأولمبية الصيفية 2000.

## روابط خارجية
أتيلا فيكيتي على موقع أوليمبيديا (الإنجليزية)